# Cadmiu
Cadmiul este elementul chimic cu simbolul Cd și numărul atomic 48. Acest metal alb-strălucitor este asemănător din punct de vedere chimic cu alte două elemente chimice din grupa 12, zincul și mercurul. Concentrația medie a cadmiului în scoarța Pământului este intre 0.1 și 0.5 parți per milion (ppm). A fost descoperit în 1817 simultan de către Stromeyer și Hermann , amândoi din Germania, ca și o impuritate a carbonatului de zinc. 
Cadmiul este un component minor în majoritatea minereurilor de zinc, astfel fiind un produs secundar în producția de zinc. A fost folosit timp de mulți ani ca și pigment și ca material pentru placarea oțelului, acesta fiind rezistent la coroziune. Utilizarea cadmiului este în general scăzută din cauza toxicitatii.

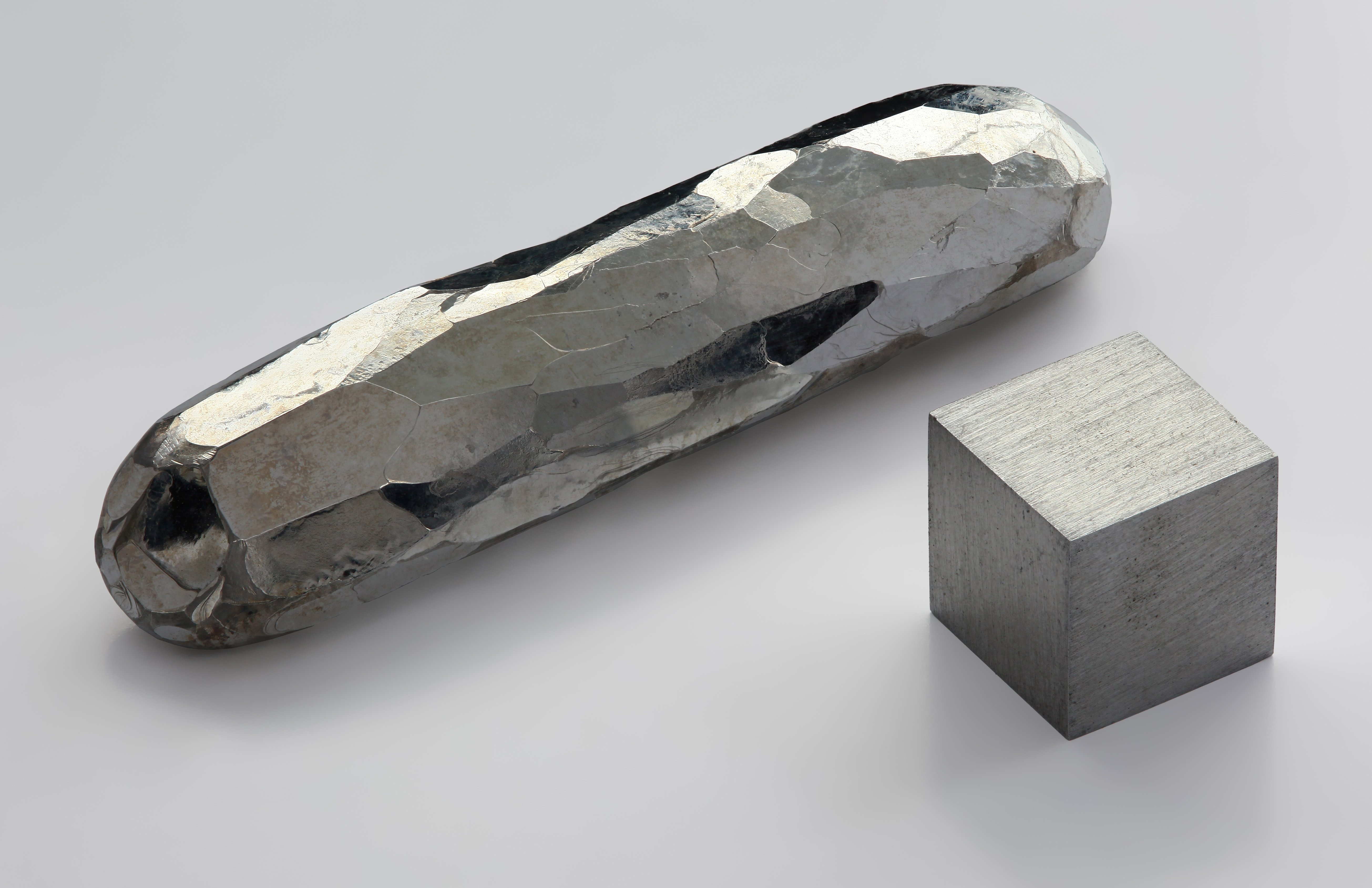
Cadmiu

Configurația electronică a atomului de cadmiu

## Istoric
Cadmiul a fost descoperit de chimistul de naționalitate germană Friedrich Stromeyer în orașul Göttingen, Germania, în anul 1817.

## Proprietăți

### Proprietăți fizice
Este un metal toxic, utilizat în trecut pentru producerea bateriilor, dar din cauza toxicității acestuia, s-a renunțat la producția acestor tipuri de baterii.

### Proprietăți chimice
-Reacția cu acizii:
Cd + 4HNO₃ → Cd(NO₃)₂ + 2NO₂ + 2H₂O
Aceeași reacție este redox și se desfășoară destul de efervescent cu degajarea gazului sufocant (Dioxidul de Azot).
-Reacția cu sărurile metalelor cu reactivitate mai slabă decât cadmiul (Cobalt, Nichel, Staniu, Plumb, inclsiv Cupru, Mercur, Argint), exp:
Cd + CuSO₄ → CdSO₄ + Cu↓
Reacția de oxidare:  2Cd + O₂ → 2CdO

## Compușii elementului
Cadmiul este un element chimic din grupa metalelor de tranziție, are numărul atomic 48 și unitatea atomică de masă 112.41. Cadmiul funcționează în combinații în stare de valență 2, face mulți compuși bivalenți, iar în cea mai mare parte aceștia sunt anorganici. Simbolul chimic al cadmiului este Cd. Densitatea cadmiului este de 8,65g/cm3, duritatea 2. Cadmiul are un aspect argintiu metalic, este un metal moale, ductil, electropozitiv, structura cristalină este hexagonală, starea de agregare este solidă și este foarte rezistent față de agenții de coroziune. Cadmiul nu apare în mod natural, principalele minerale de cadmiu sunt greenochitul (sulfura de cadmiu CdS), având 77% cadmiu, otavitul (carbonat de cadmiu CdCO3) și monteponitul (oxidul de cadmiu CdO). Greenochitul este singurul mineral care este aproape întotdeauna asociat cu sfaleritul (ZnS). Această asociere este cauzată de similitudinile geochimice dintre zinc și cadmiu, ceea ce face ca separarea geologică să fie foarte greu de realizat. Cadmiul este un produs rezidual în urma prelucrării zincului. Acesta se găsește în natură numai sub formă de combinații chimice (zinc, cupru și plumb).
Principalii compuși ai cadmiului sunt: carbonatul de cadmiu (CdCO3) - 172,41 greutatea moleculară, clorura de cadmiu (CdC12) - 183,32 greutate molecula-ră, fluorul de cadmiu (CdF2) - 150,40 greutatea moleculară, iodura de cadmiu (CdI2) - 366,21 greutate moleculară, oxidul de cadmiu (CdO) - 128,40 greutatea moleculară, selenatul de cadmiu (CdSeO4) - 191,36 greutate moleculară, sulfuratul de cadmiu (CdS) - 144.46 greutatea moleculară.
Punctul de topire al cadmiului este de 321,069ºC, 609,924ºF sau 594,219 K, iar punctul de fierbere este 767ºC, 1412,6ºF sau 1040,15 K. Cadmiul are 48 de protoni și 64 de neutroni.
Praful de cadmiu are în componență mai mulți compuși ai acestuia, cum ar fi clorura de cadmiu. Fumul de cadmiu conține particule minuscule de cadmiu sau oxid de cadmiu format în timpul arderii.
Când cadmiul ajunge în aerul umed, acesta își pierde strălucirea și este imediat afectat de dioxidul de sulf și de amoniacul ud. Acest metal este solubil în acizi, dar insolubil în apă.
Ionii de cadmiu sunt obținuți din soluția de ioni și formează compuși insolubili, albi hidratați cu carbonați, fosfați, arsenite, oxalați și ferocianuri.
Cadmiul este un metal insolubil în apă, clorura de cadmiu, care este un compus al acestuia este solubil în apă, acetonă, metanol și etanol dar este insolubil în aer. Acetatul de cadmiu este solubil în apă și alcool, bromura de cadmiu este solubilă în apă, alcool, moderat în acetonă și puțin în aer, carbonatul de cadmiu este solubil în acizi diluați și insolubil în aer, iar florura de cadmiu este solubilă în apă și acizi și este insolubilă în alcool și în NH4OH (hidroxid de amoniu).  

## Compuși ai cadmiului
Compușii cadmiului sunt utilizați în fabricarea pigmenților și coloranților (sulfura de cadmiu și sulfoseleniura de cadmiu), ca stabilizatori în materialele din plastic și în electrozii bateriilor alcaline cu nichel și cadmiu.
De asemenea, compușii cadmiului sunt utilizați în imprimare, în industria textilă, în fotografie, în lasere, în semiconductori, în pirotehnie, în celulele solare, în contoare cu scintilație, ca neutroni absorbanți în reactorii nucleari, în amalgamele dentare, în fabricarea lămpilor fluorescente, în bijuterii, în gravură, în industria de automobile și avioane, ca pesticide, catalizatori de polimerizare. Cadmiul este găsit și în îngrășămintele cu superfosfat.
Aproximativ 10% din consumul de cadmiu este produs din surse secundare, în principal de la praful generat de fier și resturi de oțel prin reciclare. Bazinul râului Vilyuy, Siberia este un loc unde există cadmiu metalic.
Rapoartele britanice de explorare geologică au raportat în anul 2001 că cel mai mare producător de cadmiu este China, aproximativ 60% din producția mondială de cadmiu, urmată de Coreea de Sud și Japonia.
Bineînțeles că o cantitate foarte mare de cadmiu este eliberată în mediul înconjurător, aproximativ 25.000 de tone pe an.
Aproximativ jumătate din această cantitate de cadmiu este eliberată în râuri, prin alterarea rocilor și în aer, prin incendiile forestiere și erupțiile vulcanice, iar restul este eliberat din cauza activităților umane.

## Răspândire
Cadmiul este puțin răspândit în natura și nu formează minerale proprii. De obicei, însoțește minereurile de zinc sub forma de sulfați sau carbonați. Cadmiul este un metal alb-strălucitor, moale, ductil și maleabil, este stabil în aer.

## Producere

### Preparare în laborator
Se poate obține ca produs de reacție, de exemplu dacă acesta se află în combinație cu alți compuși cum ar fi săruri ale Cadmiului. El poate fi substituit din sărurile sale de către un metal mai reactiv, cum ar fi Magneziul:

Mg + CdCl₂ → MgCl₂ + Cd↓

## Utilizări
Cadmiul se găsește peste tot în mediul înconjurător, de la surse și procese naturale, cum ar fi eroziunea și abraziunea pietrelor și a solurilor, la evenimente singulare, cum ar fi incendiile forestiere și erupțiile vulcanice. Nivelul de cadmiu care se găsește în atmosferă este de la 0,1 la 5,0 nanograme pe metru cub, în scoarța Pământului este de la 0,1 la 0,5 micrograme pe gram, în sedimentele marine este de 1 microgram pe gram, în apa mării este de 0,1 micrograme pe litru.
Principala utilizare a cadmiului, aproximativ 50%, este în procesul de galvanizare a altor metale, în principal, este vorba despre oțel, fier și cupru.
Cadmiul este folosit la obținerea aliajelor (nichel, cupru, aur, argint, bismut și aluminiu) și are un punct de topire scăzut. Cadmiul este cel mai frecvent utilizat în fabricarea de baterii din nichel și cadmiu, baterii reîncărcabile care se găsesc în telefoanele mobile și în echipamentele fără fir.

## Măsuri de protecție chimică

### Toxicitate
Cadmiul poate produce iritații pulmonare grave daca sunt inhalați vapori; expunerea în timp îndelungat poate produce și afectarea rinichilor.